# Rolf Lindemann (Landrat)
Rolf Lindemann (* August 1957 in Neustadt an der Weinstraße) ist ein deutscher Politiker. Er ist Mitglied der Sozialdemokratischen Partei Deutschlands und war von 2017 bis 2023 Landrat des brandenburgischen Landkreises Oder-Spree.

## Leben
Rolf Lindemann studierte Rechtswissenschaften an den Universitäten in Bielefeld und Münster und anschließend Verwaltungswissenschaft an der Verwaltungswissenschaftlichen Hochschule Speyer. Im August 1990 wurde er Rechtsamtsleiter im damaligen Landkreis Beeskow. Im Februar des Folgejahres trat Lindemann in die SPD ein. Nach dem Kreisneugliederungsgesetz und der daraus resultierenden Gründung des Landkreises Oder-Spree am 6. Dezember 1993 wurde Rolf Lindemann vom Kreistag in eine Arbeitsgruppe nach der Kreisneugründung gewählt.
In den folgenden Jahren übte Lindemann verschiedene Tätigkeiten im Gebiet der Kreisverwaltung aus. Von 1994 bis 2002 war er Dezernent für Recht, Organisation und Personal, von 2002 bis 2004 Dezernent für Recht, Ordnung, Veterinärwesen und Landwirtschaft sowie anschließend bis 2010 Dezernent für Grundsicherung. 2010 wurde er vom Kreistag zum zweiten Beigeordneten gewählt und wurde als solcher Leiter des Jobcenters sowie von Sozial-, Jugend- und Gesundheitsamt des Landkreises Oder-Spree. Von 2015 bis zu dessen Ausgliederung in ein eigenes Amt am 1. Mai 2016 war Lindemann nebenbei außerdem Leiter des Stabes für Flüchtlingsintegration.
Bei der Direktwahl zum Landrat am 26. November 2016 erhielt Lindemann insgesamt 37 Prozent der Wählerstimmen und zog somit in die Stichwahl ein, die er am 11. Dezember 2016 gegen Sascha Gehm von der CDU ebenfalls für sich entscheiden konnte. Da jedoch aufgrund der zu geringen Wahlbeteiligung kein repräsentatives Wahlergebnis zustande gekommen war, kam es am 25. Januar 2017 zu einer Kreissondersitzung, bei der Rolf Lindemann schließlich zum Landrat gewählt wurde. Am 9. Februar 2017 trat Lindemann sein Amt an und löste somit seinen parteilosen Vorgänger Manfred Zalenga ab.
Rolf Lindemann war von April 2014 bis April 2017 der erste Präses der Kreissynode im evangelischen Kirchenkreis Oderland-Spree. Er ist verheiratet, hat zwei Töchter und lebt in Beeskow.